# Suez Canal Authority

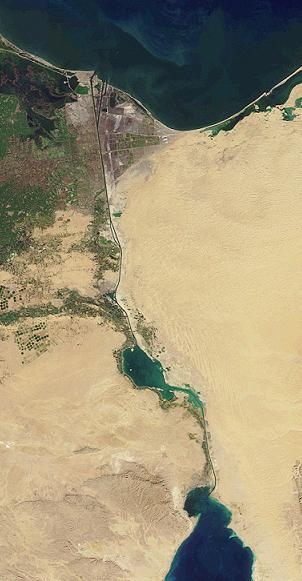
Het Suezkanaal. foto: NASA

De Suez Canal Authority (SCA) is een staatsbedrijf dat het Suezkanaal beheert. Het werd opgericht door de regering van president Gamal Abdel Nasser toen deze op 26 juli 1956 - vlak na de onafhankelijkheid van Egypte - het Suezkanaal nationaliseerde ter vervanging van het privébedrijf dat het tot dan toe het kanaal beheerde. Na de Suezcrisis werd overeengekomen dat Egypte, in zes jaarlijkse betalingen, ongeveer $81 miljoen zou betalen aan de aandeelhouders van het genationaliseerde bedrijf. De laatste betaling was op 1 januari 1963.